# Міжнародні відносини Ліхтенштейну

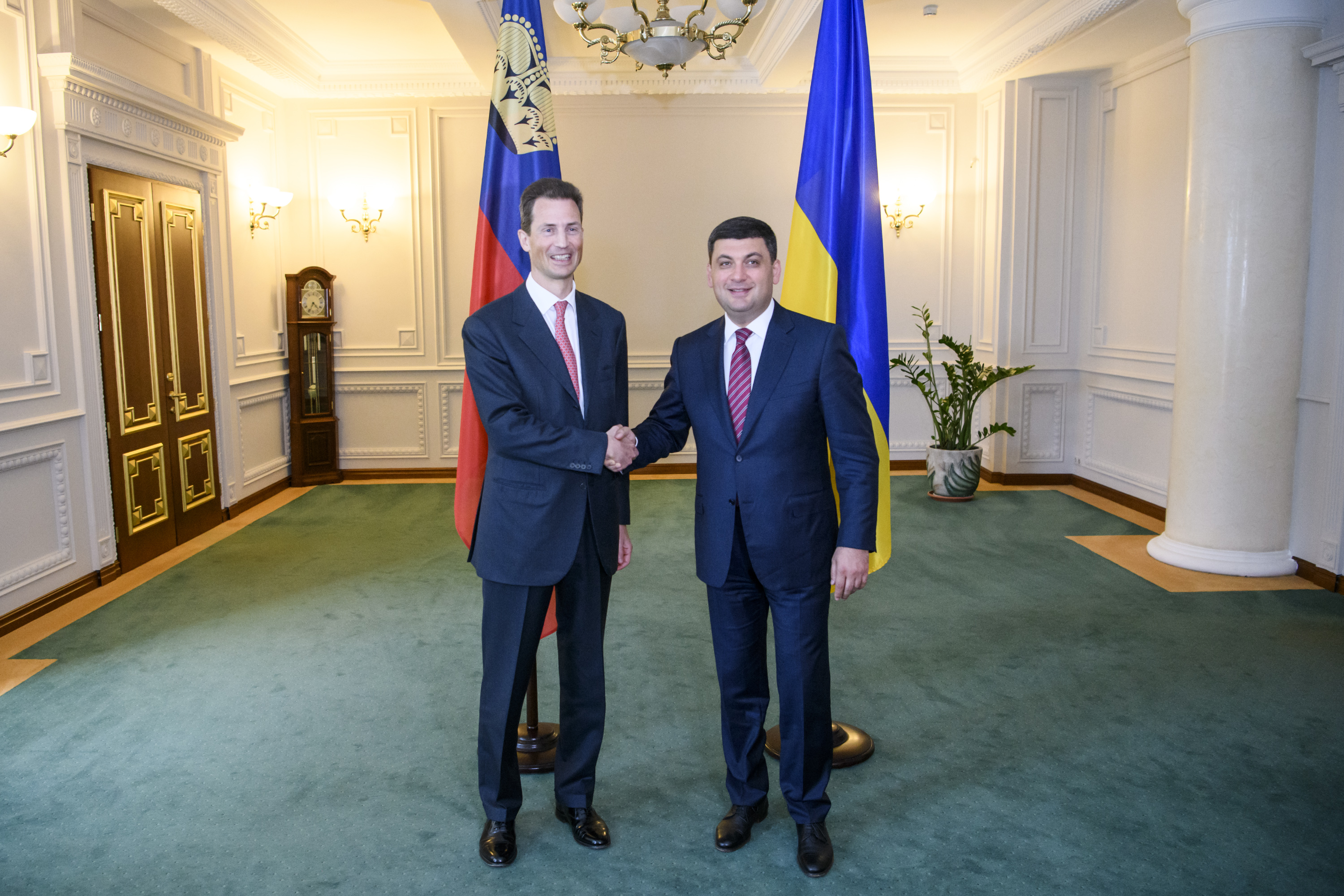
Прем'єр-міністр України Володимир Гройсман із Спадкоємним принцом Ліхтенштейну Алоїзом (2018)

Міжнародні відносини Ліхтенштейну — комплекс двосторонніх відносин Князівства Ліхтенштейн з країнами світу та його діяльність в міжнародних організаціях та інших міжнародних інституціях.

## Відносини з ЄС
У 2004 році Ліхтенштейн уклав з Європейським Союзом договір про розширення Європейської економічної зони. Довгий час підписання договору відкладалося внаслідок входження до ЄС у 2004 році Чехії і Словаччини. Чехія і Словаччина відмовлялися визнавати Ліхтенштейн державою через невирішені питання власності правлячого княжого дому. За декретам Бенеша власність німецьких (у тому числі також австрійських та Ліхтенштейну) приватних і юридичних осіб на території Чехословаччини була експропрійована цією державою. 8 вересня 2009 між Чехією та Ліхтенштейном був укладений договір про співпрацю, що ознаменувало дипломатичне визнання Ліхтенштейну Чехією. У грудні того ж року був підписаний аналогічний договір із Словаччиною.
Член Шенгенської зони з 19 грудня 2011 року. Входить в ОБСЄ (з 1975); Раду Європи (з 1978); член ООН (з 1990); член Європейської асоціації вільної торгівлі (з 1991); співзасновник СОТ (1995).

## Дипломатичні представництва за кордоном
Князівство має свої посольства в США, Німеччині, Бельгії (одночасно представляє Ліхтенштейн у Ватикані і є місією при Європейському Союзі), Швейцарії та Австрії. В інших державах інтереси Ліхтенштейну представляють посольства Швейцарської Конфедерації.